# Sibiu Cycling Tour 2014
De 4e editie van de wielerwedstrijd Sibiu Cycling Tour vond in 2014 plaats van 17 tot en met 20 juli. De start en finish vonden plaats in Sibiu. De ronde maakte deel uit van de UCI Europe Tour 2014, in de categorie 2.1. In 2013 won de Italiaan Davide Rebellin. Deze editie werd gewonnen door de Kroaat Radoslav Rogina.

## Deelnemende ploegen
| ProContinentaal      | Continentaal         | Continentaal           | Nationaal  |
| -------------------- | -------------------- | ---------------------- | ---------- |
| Androni Giocattoli   | Tusnad               | Adria Mobil            | Roemenië   |
| CCC Polsat Polkowice | Amplatz-BMC          | Christina Watches-Kuma | Roemenië B |
|                      | Differdange-Losch    | Frøy-Bianchi           | Argentinië |
|                      | ISD CT               | Kolss                  |            |
|                      | LKT Team Brandenburg | MG Kvis-Wilier         |            |
|                      | Parkhotel Valkenburg | Ringeriks-Kraft        |            |
|                      | Shimano              | SP Tableware           |            |
|                      | Synergy Baku         | Utensilnord            |            |
|                      | Vérandas Willems     |                        |            |

## Etappe-overzicht
| etappe  | datum   | start | finish    | type           | afstand  | winnaar              | klassementsleider |
| ------- | ------- | ----- | --------- | -------------- | -------- | -------------------- | ----------------- |
| Proloog | 17 juli | Sibiu | Sibiu     | Proloog        | 2,3 km   | Olivier Pardini      | Olivier Pardini   |
| 1e      | 18 juli | Sibiu | Bâleameer | Bergrit        | 162,5 km | Radoslav Rogina      | Radoslav Rogina   |
| 2e      | 19 juli | Sibiu | Păltiniș  | Bergrit        | 160 km   | Branislaw Samojlaw   | Radoslav Rogina   |
| 3e (a)  | 20 juli | Sibiu | Sibiu     | Ploegentijdrit | 17 km    | CCC Polsat Polkowice | Radoslav Rogina   |
| 3e (b)  | 20 juli | Sibiu | Sibiu     | Heuvelrit      | 158,7 km | Marco Zanotti        | Radoslav Rogina   |

## Etappe-uitslagen

### Proloog
| Sibiu - Sibiu (2,3 km (ITT)) |                 |                        |       |
| Plaats                       | Naam            | Ploeg                  | Tijd  |
| Winnaar                      | Olivier Pardini | Vérandas Willems       | 3'11" |
| 2                            | Diego Rosa      | Androni Giocattoli     | + 1"  |
| 3                            | Michael Olsson  | Ringeriks-Kraft        | + 2"  |
| 4                            | Sebastian Forke | Christina Watches-Kuma | z.t.  |
| 5                            | Maciej Paterski | CCC Polsat Polkowice   | z.t.  |
| 6                            | Matej Mugerli   | Adria Mobil            | + 4"  |
| 7                            | Jasper Ockeloen | Parkhotel Valkenburg   | z.t.  |
| 8                            | Andrei Nechita  | MG Kvis-Wilier         | + 5"  |
| 9                            | Emiel Wastyn    | Vérandas Willems       | z.t.  |
| 10                           | Jānis Dakteris  | Differdange-Losch      | z.t.  |

### 1e etappe
| Sibiu - Bâleameer (162,5 km) |                      |                        |          |
| Plaats                       | Naam                 | Ploeg                  | Tijd     |
| Winnaar                      | Radoslav Rogina      | Adria Mobil            | 4u12'49" |
| 2                            | Primož Roglič        | Adria Mobil            | + 1'20"  |
| 3                            | Davide Rebellin      | CCC Polsat Polkowice   | z.t.     |
| 4                            | Frederik Wilmann     | Ringeriks-Kraft        | + 1'28"  |
| 5                            | Jasper Ockeloen      | Parkhotel Valkenburg   | + 1'30"  |
| 6                            | Michael Olsson       | Ringeriks-Kraft        | z.t.     |
| 7                            | Matteo Busato        | MG Kvis-Wilier         | + 1'31"  |
| 8                            | Gianfranco Zilioli   | Androni Giocattoli     | + 1'44"  |
| 9                            | Alessio Taliani      | Androni Giocattoli     | + 1'52"  |
| 10                           | Marc Christian Garby | Christina Watches-Kuma | + 2'01"  |
|                              |                      |                        |          |
| 23                           | Olivier Pardini      | Vérandas Willems       | + 4'43"  |

| Algemeen klassement |                      |                        |          |
| Plaats              | Naam                 | Ploeg                  | Tijd     |
| Gele trui           | Radoslav Rogina      | Adria Mobil            | 4u15'58" |
| 2                   | Primož Roglič        | Adria Mobil            | + 1'21"  |
| 3                   | Davide Rebellin      | CCC Polsat Polkowice   | + 1'25"  |
| 4                   | Michael Olsson       | Ringeriks-Kraft        | + 1'34"  |
| 5                   | Jasper Ockeloen      | Parkhotel Valkenburg   | + 1'36"  |
| 6                   | Matteo Busato        | MG Kvis-Wilier         | + 1'40"  |
| 7                   | Frederik Wilmann     | Ringeriks-Kraft        | + 1'43"  |
| 8                   | Gianfranco Zilioli   | Androni Giocattoli     | + 1'59"  |
| 9                   | Alessio Taliani      | Androni Giocattoli     | + 2'07"  |
| 10                  | Marc Christian Garby | Christina Watches-Kuma | + 2'18"  |
|                     |                      |                        |          |
| 21                  | Olivier Pardini      | Vérandas Willems       | + 4'45"  |

### 2e etappe
| Sibiu - Păltiniș (160 km) |                     |                      |          |
| Plaats                    | Naam                | Ploeg                | Tijd     |
| Winnaar                   | Branislaw Samojlaw  | CCC Polsat Polkowice | 4u20'19" |
| 2                         | Primož Roglič       | Adria Mobil          | + 3"     |
| 3                         | Davide Rebellin     | CCC Polsat Polkowice | + 11"    |
| 4                         | Radoslav Rogina     | Adria Mobil          | z.t.     |
| 5                         | Jasper Ockeloen     | Parkhotel Valkenburg | + 13"    |
| 6                         | Antonino Parrinello | Androni Giocattoli   | z.t.     |
| 7                         | Gianfranco Zilioli  | Androni Giocattoli   | z.t.     |
| 8                         | Péter Kusztor       | Amplatz-BMC          | z.t.     |
| 9                         | Michael Olsson      | Ringeriks-Kraft      | z.t.     |
| 10                        | Frederik Wilmann    | Ringeriks-Kraft      | z.t.     |
|                           |                     |                      |          |
| 24                        | Olivier Pardini     | Vérandas Willems     | + 1'10"  |

| Algemeen klassement |                    |                      |          |
| Plaats              | Naam               | Ploeg                | Tijd     |
| Gele trui           | Radoslav Rogina    | Adria Mobil          | 8u36'28" |
| 2                   | Primož Roglič      | Adria Mobil          | + 1'07"  |
| 3                   | Davide Rebellin    | CCC Polsat Polkowice | + 1'21"  |
| 4                   | Michael Olsson     | Ringeriks-Kraft      | + 1'33"  |
| 5                   | Jasper Ockeloen    | Parkhotel Valkenburg | + 1'38"  |
| 6                   | Frederik Wilmann   | Ringeriks-Kraft      | + 1'45"  |
| 7                   | Matteo Busato      | MG Kvis-Wilier       | + 1'50"  |
| 8                   | Gianfranco Zilioli | Androni Giocattoli   | + 2'01"  |
| 9                   | Alessio Taliani    | Androni Giocattoli   | + 2'21"  |
| 10                  | Branislaw Samojlaw | CCC Polsat Polkowice | + 2'29"  |
|                     |                    |                      |          |
| 21                  | Olivier Pardini    | Vérandas Willems     | + 5'54"  |

### 3e etappe deel A
| Sibiu - Sibiu (17 km (TTT)) |                        |         |
| Plaats                      | Ploeg                  | Tijd    |
|                             | CCC Polsat Polkowice   | 19'40"  |
| 2                           | Adria Mobil            | + 20"   |
| 3                           | LKT Team Brandenburg   | + 33"   |
| 4                           | Christina Watches-Kuma | + 34"   |
| 5                           | Androni Giocattoli     | + 36"   |
| 6                           | MG Kvis-Wilier         | + 42"   |
| 7                           | Argentinië             | + 1'02" |
| 8                           | ISD CT                 | + 1'13  |
| 9                           | Vérandas Willems       | + 1'22" |
| 10                          | SP Tableware           | z.t.    |
|                             |                        |         |
| 14                          | Parkhotel Valkenburg   | + 1'40" |

| Algemeen klassement |                      |                        |          |
| Plaats              | Naam                 | Ploeg                  | Tijd     |
| Gele trui           | Radoslav Rogina      | Adria Mobil            | 8u56'26" |
| 2                   | Davide Rebellin      | CCC Polsat Polkowice   | + 1'01"  |
| 3                   | Primož Roglič        | Adria Mobil            | + 1'07"  |
| 4                   | Branislaw Samojlaw   | CCC Polsat Polkowice   | + 2'09"  |
| 5                   | Matteo Busato        | MG Kvis-Wilier         | + 2'12"  |
| 6                   | Gianfranco Zilioli   | Androni Giocattoli     | + 2'17"  |
| 7                   | Alessio Taliani      | Androni Giocattoli     | + 2'37"  |
| 8                   | Michael Olsson       | Ringeriks-Kraft        | + 2'39"  |
| 9                   | Marc Christian Garby | Christina Watches-Kuma | + 2'45"  |
| 10                  | Frederik Wilmann     | Ringeriks-Kraft        | + 2'51"  |
|                     |                      |                        |          |
| 11                  | Jasper Ockeloen      | Parkhotel Valkenburg   | + 2'58"  |
| 21                  | Olivier Pardini      | Vérandas Willems       | + 6'46"  |

### 3e etappe deel B
| Sibiu - Sibiu (158,7 km) |                        |                      |          |
| Plaats                   | Naam                   | Ploeg                | Tijd     |
| Winnaar                  | Marco Zanotti          | Parkhotel Valkenburg | 4u01'58" |
| 2                        | Christian Delle Stelle | MG Kvis-Wilier       | z.t.     |
| 3                        | Antonino Parrinello    | Androni Giocattoli   | z.t.     |
| 4                        | Maciej Paterski        | CCC Polsat Polkowice | z.t.     |
| 5                        | Olivier Pardini        | Vérandas Willems     | z.t.     |
| 6                        | Radoslav Rogina        | Adria Mobil          | z.t.     |
| 7                        | Andi Bajc              | Amplatz-BMC          | z.t.     |
| 8                        | Andrei Nechita         | MG Kvis-Wilier       | z.t.     |
| 9                        | Nicola Testi           | Androni Giocattoli   | z.t.     |
| 10                       | Stefan Schäfer         | LKT Team Brandenburg | z.t.     |
|                          |                        |                      |          |
| 31                       | Jasper Ockeloen        | Parkhotel Valkenburg | z.t.     |

## Eindklassementen
| Plaats    | Naam                 | Ploeg                  | Tijd      |
| --------- | -------------------- | ---------------------- | --------- |
| Gele trui | Radoslav Rogina      | Adria Mobil            | 12u58'26" |
| 2         | Davide Rebellin      | CCC Polsat Polkowice   | + 1'01"   |
| 3         | Primož Roglič        | Adria Mobil            | + 1'07"   |
| 4         | Branislaw Samojlaw   | CCC Polsat Polkowice   | + 2'09"   |
| 5         | Matteo Busato        | MG Kvis-Wilier         | + 2'12"   |
| 6         | Gianfranco Zilioli   | Androni Giocattoli     | + 2'17"   |
| 7         | Alessio Taliani      | Androni Giocattoli     | + 2'37"   |
| 8         | Michael Olsson       | Ringeriks-Kraft        | + 2'39"   |
| 9         | Jasper Ockeloen      | Parkhotel Valkenburg   | + 2'58"   |
| 10        | Marc Christian Garby | Christina Watches-Kuma | + 3'00"   |
| 11        | Frederik Wilmann     | Ringeriks-Kraft        | + 3'06"   |
| 12        | Antonino Parrinello  | Androni Giocattoli     | + 3'53"   |
| 13        | Corrado Lampa        | Differdange-Losch      | + 4'38"   |
| 14        | Matej Mugerli        | Adria Mobil            | + 4'48"   |
| 15        | César Bihel          | Differdange-Losch      | + 5'29"   |
| 16        | Oleg Berdos          | Tusnad                 | + 5'36"   |
| 17        | Domen Novak          | Adria Mobil            | + 5'57"   |
| 18        | Vladimir Lopez       | Tusnad                 | + 6'22"   |
| 19        | Olivier Pardini      | Vérandas Willems       | + 6'46"   |
| 20        | Øivind Lukkedahl     | Ringeriks-Kraft        | + 6'48"   |

| Plaats     | Naam            | Ploeg                | Punten |
| ---------- | --------------- | -------------------- | ------ |
| Witte trui | Radoslav Rogina | Adria Mobil          | 49     |
| 2          | Primož Roglič   | Adria Mobil          | 44     |
| 3          | Michael Olsson  | Ringeriks-Kraft      | 38     |
|            |                 |                      |        |
| 4          | Olivier Pardini | Vérandas Willems     | 37     |
| 5          | Jasper Ockeloen | Parkhotel Valkenburg | 33     |

| Plaats      | Naam            | Ploeg                | Punten |
| ----------- | --------------- | -------------------- | ------ |
| Groene trui | Primož Roglič   | Adria Mobil          | 32     |
| 2           | Radoslav Rogina | Adria Mobil          | 24     |
| 3           | Davide Rebellin | CCC Polsat Polkowice | 22     |
|             |                 |                      |        |
| 6           | Jasper Ockeloen | Parkhotel Valkenburg | 14     |
| 23          | Gaëtan Bille    | Vérandas Willems     | 3      |

| Plaats      | Naam                 | Ploeg                | Tijd      |
| ----------- | -------------------- | -------------------- | --------- |
| Oranje trui | Domen Novak          | Adria Mobil          | 13u04'23" |
| 2           | Øivind Lukkedahl     | Ringeriks-Kraft      | + 51"     |
| 3           | Andrii Bratasjtsjoek | Kolss                | + 57"     |
|             |                      |                      |           |
| 7           | Gert-Jan Bosman      | Parkhotel Valkenburg | + 13'13"  |
| 16          | Louis Convens        | Vérandas Willems     | + 33'50"  |

| Plaats | Ploeg                | Tijd      |
| ------ | -------------------- | --------- |
|        | Adria Mobil          | 38u21'24" |
| 2      | Androni Giocattoli   | + 1'55"   |
| 3      | Ringeriks-Kraft      | + 4'09"   |
|        |                      |           |
| 7      | Parkhotel Valkenburg | + 22'56"  |
| 8      | Vérandas Willems     | + 36'04"  |

## Klassementenverloop
| Etappe       | Winnaar              | Algemeen klassement · | Puntenklassement · | Bergklassement · | Jongerenklassement · | Ploegenklassement · |
| ------------ | -------------------- | --------------------- | ------------------ | ---------------- | -------------------- | ------------------- |
| P            | Olivier Pardini      | Olivier Pardini       | Olivier Pardini    | niet uitgereikt  | Emiel Wastyn         | Vérandas Willems    |
| 1            | Radoslav Rogina      | Radoslav Rogina       | Michael Olsson     | Radoslav Rogina  | Domen Novak          | Adria Mobil         |
| 2            | Branislaw Samojlaw   | Radoslav Rogina       | Primož Roglič      | Primož Roglič    | Domen Novak          | Adria Mobil         |
| 3a           | CCC Polsat Polkowice | Radoslav Rogina       | Primož Roglič      | Primož Roglič    | Domen Novak          | Adria Mobil         |
| 3b           | Marco Zanotti        | Radoslav Rogina       | Radoslav Rogina    | Primož Roglič    | Domen Novak          | Adria Mobil         |
| 0Eindstanden | 0Eindstanden         | Radoslav Rogina       | Radoslav Rogina    | Primož Roglič    | Domen Novak          | Adria Mobil         |

## UCI Europe Tour
In deze Sibiu Cycling Tour waren punten te verdienen voor de ranking in de UCI Europe Tour 2014. Enkel renners die uitkwamen voor een (pro-)continentale ploeg, maakten aanspraak om punten te verdienen.
| Positie                      | 1e | 2e | 3e | 4e | 5e | 6e | 7e | 8e | 9e | 10e | 11e | 12e |
| Eindklassement               | 80 | 56 | 32 | 24 | 20 | 16 | 12 | 8  | 7  | 6   | 5   | 3   |
| Per etappe                   | 16 | 11 | 6  | 5  | 4  | 2  |    |    |    |     |     |     |
| Drager leiderstrui (per dag) | 8  |    |    |    |    |    |    |    |    |     |     |     |

| #  | Renner                  | Ploeg                  | Punten |
| -- | ----------------------- | ---------------------- | ------ |
| 1  | Radoslav Rogina         | Adria Mobil            | 129.75 |
| 2  | Davide Rebellin         | CCC Polsat Polkowice   | 72     |
| 3  | Primož Roglič           | Adria Mobil            | 56.75  |
| 4  | Branislaw Samojlaw      | CCC Polsat Polkowice   | 44     |
| 5  | Olivier Pardini         | Vérandas Willems       | 28     |
| 6  | Matteo Busato           | MG Kvis-Wilier         | 20.5   |
| 7  | Gianfranco Zilioli      | Androni Giocattoli     | 17     |
| 8  | Marco Zanotti           | Parkhotel Valkenburg   | 16     |
| 8  | Michael Olsson          | Ringeriks-Kraft        | 16     |
| 10 | Jasper Ockeloen         | Parkhotel Valkenburg   | 15     |
| 11 | Maciej Paterski         | CCC Polsat Polkowice   | 13     |
| 11 | Alessio Taliani         | Androni Giocattoli     | 13     |
| 13 | Diego Rosa              | Androni Giocattoli     | 12     |
| 13 | Antonino Parrinello     | Androni Giocattoli     | 12     |
| 15 | Christian Delle Stelle  | MG Kvis-Wilier         | 11.5   |
| 16 | Frederik Wilmann        | Ringeriks-Kraft        | 10     |
| 17 | Marc Christian Garby    | Christina Watches-Kuma | 7.25   |
| 18 | Sebastian Forke         | Christina Watches-Kuma | 6.25   |
| 19 | Matej Mugerli           | Adria Mobil            | 4.75   |
| 20 | Łukasz Owsian           | CCC Polsat Polkowice   | 4      |
| 20 | Jacek Morajko           | CCC Polsat Polkowice   | 4      |
| 20 | Nikolaj Michajlov       | CCC Polsat Polkowice   | 4      |
| 20 | Adrian Honkisz          | CCC Polsat Polkowice   | 4      |
| 24 | Klemen Štimulak         | Adria Mobil            | 2.75   |
| 24 | Kristjan Fajt           | Adria Mobil            | 2.75   |
| 24 | Bruno Maltar            | Adria Mobil            | 2.75   |
| 24 | Domen Novak             | Adria Mobil            | 2.75   |
| 28 | Sebastian Deckert       | LKT Team Brandenburg   | 1.5    |
| 28 | Julian Schulze          | LKT Team Brandenburg   | 1.5    |
| 28 | Carl Soballa            | LKT Team Brandenburg   | 1.5    |
| 28 | Tobias Knaup            | LKT Team Brandenburg   | 1.5    |
| 28 | Franz Schiewer          | LKT Team Brandenburg   | 1.5    |
| 28 | Jonas Koch              | LKT Team Brandenburg   | 1.5    |
| 28 | Stefan Schäfer          | LKT Team Brandenburg   | 1.5    |
| 35 | Asbjørnn Kragh Andersen | Christina Watches-Kuma | 1.25   |
| 35 | Stefan Schumacher       | Christina Watches-Kuma | 1.25   |
| 35 | Jake Tanner             | Christina Watches-Kuma | 1.25   |
| 35 | Jimmi Sørensen          | Christina Watches-Kuma | 1.25   |
| 39 | Nicola Testi            | Androni Giocattoli     | 1      |
| 39 | Emanuele Sella          | Androni Giocattoli     | 1      |
| 41 | Juan Ignacio Curuchet   | MG Kvis-Wilier         | 0.5    |
| 41 | Andrei Nechita          | MG Kvis-Wilier         | 0.5    |
| 41 | Rino Gasparrini         | MG Kvis-Wilier         | 0.5    |
| 41 | Mattia Frapporti        | MG Kvis-Wilier         | 0.5    |
| 41 | Carlo Brugnotto         | MG Kvis-Wilier         | 0.5    |

Etappewedstrijden

 Ster van Bessèges ·
 Ronde van de Middellandse Zee ·
 Ruta del Sol ·
 Ronde van de Algarve ·
 Ronde van de Haut-Var ·
 Driedaagse van West-Vlaanderen ·
 Internationale Wielerweek ·
 Internationaal Wegcriterium ·
 Driedaagse van De Panne-Koksijde ·
 Ronde van de Sarthe ·
 Ronde van Trentino ·
 Ronde van Turkije ·
 Vierdaagse van Duinkerke ·
 Ronde van Azerbeidzjan ·
 Szlakiem Grodów Piastowskich ·
 Ronde van Castilië en León ·
 Ronde van Picardië ·
 Ronde van Noorwegen ·
 World Ports Classic ·
 Ronde van Beieren ·
 Ronde van België ·
 Tour des Fjords ·
 Ronde van Estland ·
 Ronde van Luxemburg ·
 Boucles de la Mayenne ·
 Ster ZLM Toer ·
 Ronde van Slovenië ·
 Route du Sud ·
 Ronde van Oostenrijk ·
 Sibiu Cycling Tour ·
 Ronde van Wallonië ·
 Ronde van Portugal ·
 Ronde van Denemarken ·
 Ronde van de Ain ·
 Ronde van Burgos ·
 Arctic Race of Norway ·
 Ronde van de Limousin ·
 Ronde van Poitou-Charentes ·
 Ronde van Groot-Brittannië ·
 Ronde van Gévaudan Languedoc-Roussillon ·
 Eurométropole Tour
Eendaagse wedstrijden

 GP La Marseillaise ·
 Grote Prijs van de Etruskische Kust ·
 Trofeo Palma ·
 Trofeo Ses Salines ·
 Trofeo Serra de Tramuntana ·
 Trofeo Platja de Muro ·
 Trofeo Laigueglia ·
 Ronde van Murcia ·
 Omloop Het Nieuwsblad ·
 Classic Sud Ardèche ·
 GP Lugano ·
 Clásica de Almería ·
 Kuurne-Brussel-Kuurne ·
 La Drôme Classic ·
 Le Samyn ·
 GP Città di Camaiore ·
 Strade Bianche ·
 Roma Maxima ·
 Ronde van Drenthe ·
 Dwars door Drenthe ·
 Nokere Koerse ·
 GP Nobili Rubinetterie ·
 Handzame Classic ·
 Classic Loire-Atlantique ·
 Grote Prijs van Cholet-Pays de Loire ·
 Dwars door Vlaanderen ·
 Route Adélie de Vitré ·
 Volta Limburg Classic ·
 Grote Prijs Miguel Indurain ·
 Ronde van La Rioja ·
 Scheldeprijs ·
 GP Cerami ·
 Klasika Primavera ·
 Parijs-Camembert ·
 Brabantse Pijl ·
 GP Denain ·
 Ronde van de Finistère ·
 Tro Bro Léon ·
 Ronde van Keulen ·
 La Roue Tourangelle ·
 Rund um den Finanzplatz Eschborn-Frankfurt ·
 Ronde van de Somme ·
 ProRace Berlin ·
 Grote Prijs van Plumelec ·
 Boucles de l'Aulne ·
 Ronde van Zeeland Seaports ·
 GP Kanton Aargau ·
 Ronde van Limburg ·
 Ronde van de Apennijnen ·
 Halle-Ingooigem ·
 Prueba Villafranca de Ordizia ·
 GP Industria & Artigianato-Larciano ·
 Ronde van Toscane ·
 Circuito de Getxo ·
 Polynormande ·
 RideLondon Classic ·
 GP Stad Zottegem ·
 Arnhem-Veenendaal Classic ·
 Châteauroux Classic de l'Indre ·
 Druivenkoers Overijse ·
 Brussels Cycling Classic ·
 GP Fourmies ·
 Ronde van de Doubs ·
 GP Jef Scherens ·
 Coppa Bernocchi ·
 GP van Wallonië ·
 Coppa Agostoni ·
 Ronde van de Drie Valleien ·
 Kampioenschap van Vlaanderen ·
 Grote Prijs Impanis-Van Petegem ·
 Memorial Marco Pantani ·
 GP Industria & Commercio di Prato ·
 GP van Isbergues ·
 Omloop van het Houtland ·
 Duo Normand ·
 Milaan-Turijn ·
 Ronde van het Münsterland ·
 Ronde van de Vendée ·
 Memorial Frank Vandenbroucke ·
 Coppa Sabatini ·
 Parijs-Bourges ·
 Ronde van Emilia ·
 Parijs-Tours ·
 GP Beghelli ·
 Nationale Sluitingsprijs ·
 Chrono des Nations